# Monumento a san Francesco d'Assisi
Il monumento a San Francesco d'Assisi si trova in Piazza Risorgimento a Milano. Il monumento venne inaugurato nel 1926 dall'allora cardinale di Milano, Eugenio Tosi, in occasione del VII centenario della morte di san Francesco.

## L'opera d'arte

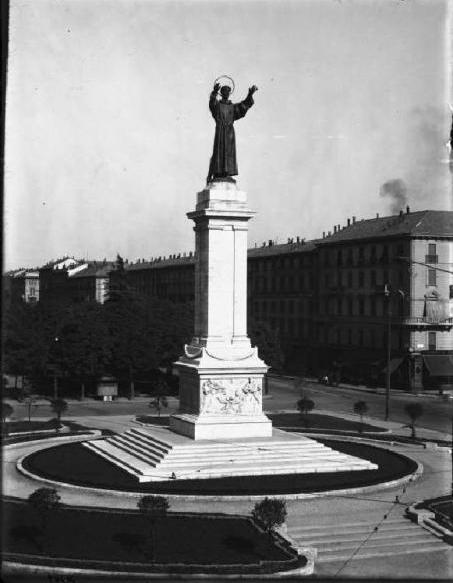
Panoramica della piazza col monumento a san Francesco d'Assisi in una fotografia degli anni '40 del Novecento

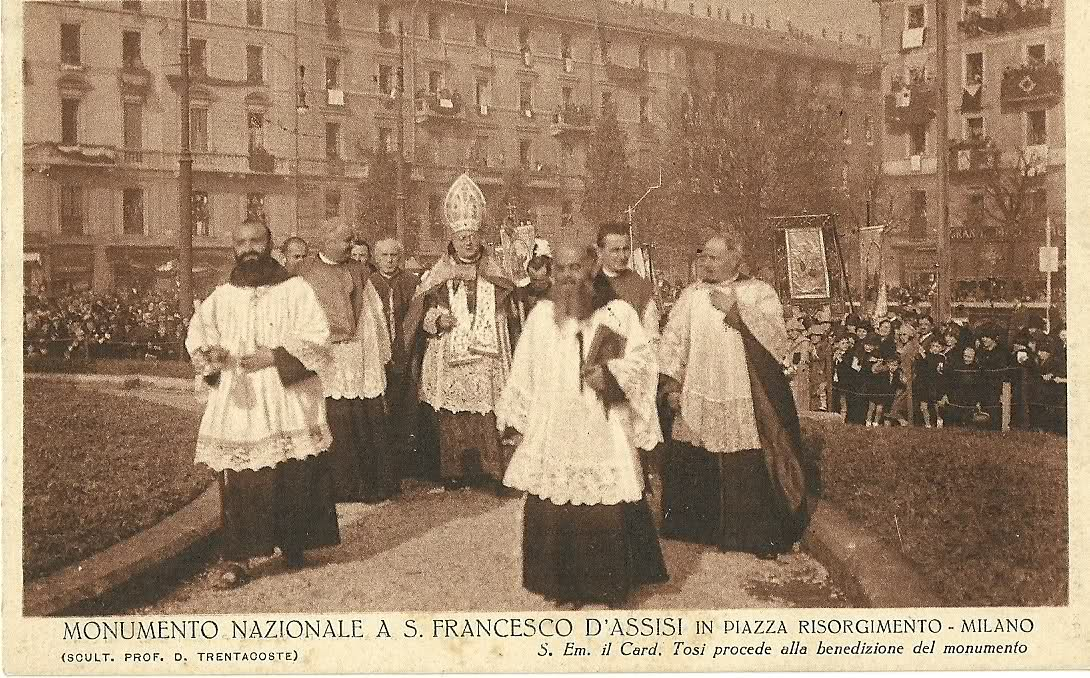
Il cardinale Eugenio Tosi inaugura la statua di San Francesco

La statua, alta più di cinque metri e deposta su una elevata colonna, è opera del noto scultore ed incisore Domenico Trentacoste, che la realizzò a titolo gratuito. La statua del santo di Assisi è stata fusa con 150 quintali di bronzo e lo raffigura in atteggiamento benedicente del popolo, con le braccia protese in avanti. La colonna su cui poggia la statua, che consente di rendere visibile il monumento anche a lunga distanza, venne progettata dagli architetti Portaluppi e Gadda e riporta due altorilievi che rappresentano rispettivamente "San Francesco che riporta la pace tra famiglie e lavoratori" e "San Francesco riceve le stimmate".
Il finanziamento per l'acquisto dei materiali per l'opera avvenne tramite una raccolta di elemosine condotta casa per casa, organizzata da fra Cecilio Maria Cortinovis, un frate cappuccino del convento di Porta Monforte che venne scelto dall'artista come modello per la statua, dopo che Benito Mussolini rifiutò di finanziarne l'esecuzione .
La statua venne ufficialmente inaugurata con una solenne benedizione nel 1926 dall'allora arcivescovo di Milano, il cardinale Eugenio Tosi.